# Batié (Cameroun)
Pour les articles homonymes, voir Batié.
Batié est une commune du Cameroun située dans le département des Hauts-Plateaux et la région de l'Ouest du Cameroun, en pays Bamiléké.

## Géographie
La localité est située sur la route nationale 5 (axe Douala-Bafoussam) à 6,8 km à l'ouest du chef-lieu départemental Baham.
|        | Bamendjou |       |
| Bandja | Batié     | Baham |
|        | Bangou    |       |

Le relief est montagneux, le sol est couvert de sable. Le climat est frais. On y pratique des cultures de rente.
Batié est né d'un groupement de neuf villages et était rattaché à l'arrondissement de Bamendjou.
Il fut tour à tour transformé en district, avant de devenir un arrondissement à part entière.

### Topographie
Batié se trouve en contrebas du col qui sert de passage entre Baham et Bafang.
1. col Batié : Batié est connu pour son col appelé le col Batié, le plus connu du Cameroun. Ici, la route nationale qui relie Douala et Bafoussam serpente sur une chaîne de montagnes escarpées qui culmine à 2 000 mètres d'altitude.
2. mont Metchou : L'autre trait caractéristique de Batié est le mont Metchou (2 000 mètres), le sommet qui domine ce village montagneux.
3. mines de sable : Batié est aussi célèbre pour ses mines de sable qui sont ouvertes sur les flancs de ses montagnes. C'est cette richesse en sable qui a donné son nom à l'équipe de football du village, le Sable de Batié, qui est devenu champion du Cameroun en 1999, devenant ensuite la première équipe camerounaise à se qualifier pour la phase de groupe de la Champions League de la Confédération africaine de football (CAF).
4. Grotte de Nka'a : Il faut descendre en bordure d’une combe près d'un torrent. Au milieu d'une végétation luxuriante[4],[5]

### Coordonnées GPS des Chefferies voisines
Son chef supérieur est le roi Théodore Tchouankam Dada, qui succéde à son père Victor Dada en 1989.

## Population
Lors du recensement de 2005, la commune comptait 10 942 habitants

## Chefferies traditionnelles

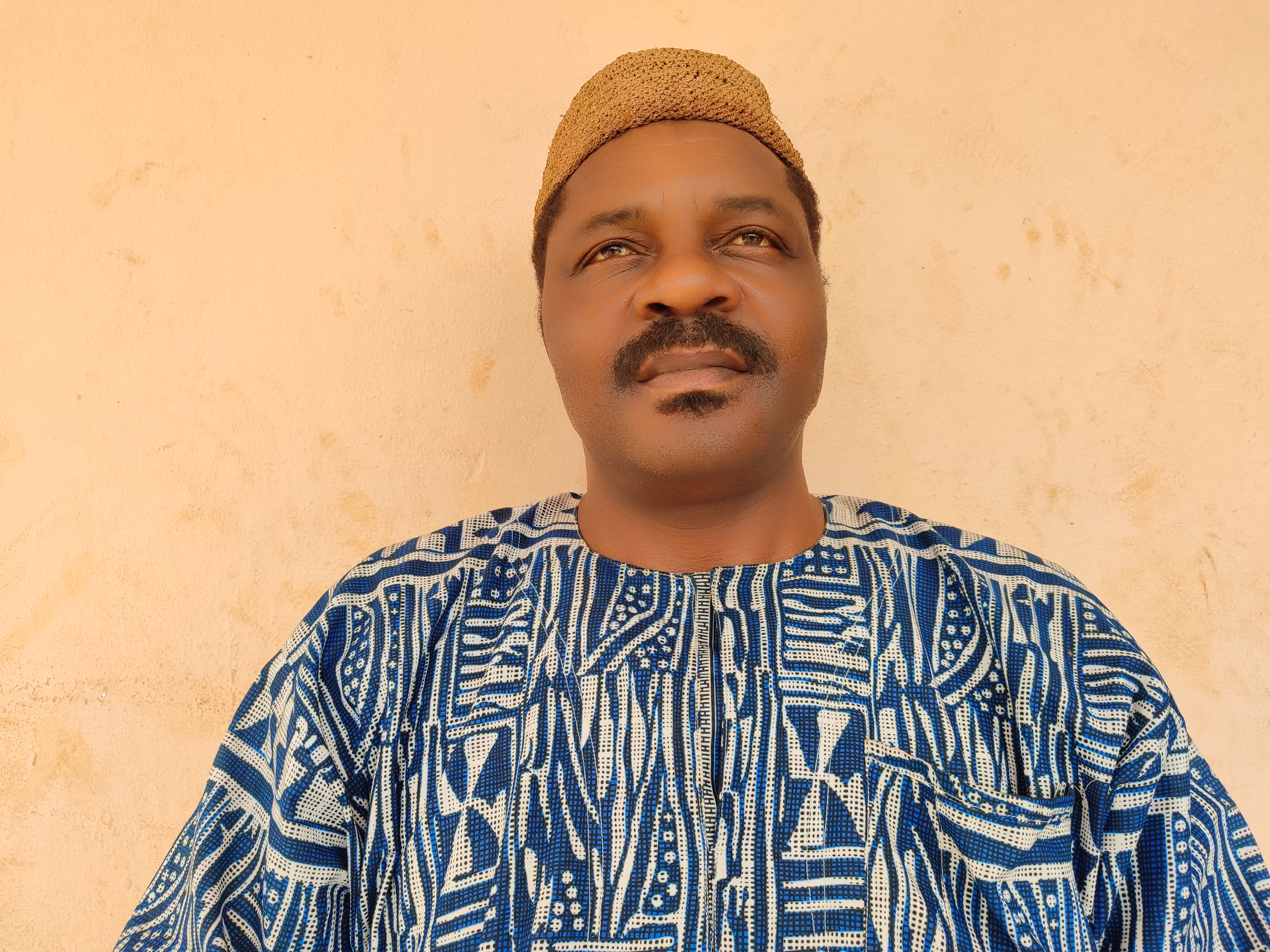
Ce fichier représente le Rois de Batié

L'arrondissement compte 10 chefferies de troisième degré.

## Structure administrative de la commune
La commune de Batié comprend les villages suivants :
- Bachepang
- Badjeugou
- Bafamgoum I
- Bafamgoum II
- Bahiala
- Balagou I
- Balagou II
- Balig
- Bametchetcha
- Bametchoue Fodom

L'Arrondissement de Batié regroupe 10 villages :
| Noms des villages | Chefs des villages     |
| Hiala             | Nze Beudjeu            |
| Meutchouètcha     | Fo'o Yang              |
| Femgoum I         | Wambé Kuia Gouo        |
| Femgoum II        | Nze Mèfogang           |
| Lagou I           | Wambé Soptchie Tonpoba |
| Lagou II          | Sop Nzeugang           |
| Djeugou           | Wambé Souffo           |
| Meutchouèfodom    | Fo'o Dom               |
| Leuk              | Wambé Kui Nzetem       |
| Chepan            | Fo'o Mbeugang          |

Le groupement Batié devient District de Batié en 1992 par décret N°92/206 du 18/05/1992 et arrondissement en 2010 par Décret N° 2010/198 du 16 juin 2010.
L’organisation administrative de l'arrondissement de Batié est une superposition entre structure traditionnelle de gestion de la cité et structures modernes de commandement (Sous préfecture, Mairie, Gendarmerie...).
L'Arrondissement Batié a pour chef-lieu Bafamgoum II est sous l’autorité d’un Sous-Préfet.
Le Groupement Batié, composé de 10 villages, est sous l’autorité de Sa Majesté Théodore Tchouankam Dada, roi du peuple Batié.

## Dynastie des rois
Depuis sa création, la chefferie Batié a connu une succession de 15 rois, à savoir :
1. Fo Tatomdjap
2. Fo Keunzekouo
3. Fo Tanzé-ndeu
4. Fo Ngouomèdoum
5. Fo Djaboukem
6. Fo Youayi
7. Fo Mbeutchouang
8. Fo Yussu
9. Fo Kemki
10. Fo Kemgang I
11. Fo Kemgang II
12. Fo Kemgouo
13. Fo Youté
14. Fo Dada
15. Fo Tchouankem

## Éducation, Sport & Santé

### Éducation

#### Écoles
- École Publique de Batié,

#### Collèges & Lycées
- Lycée de Batié
- Lycée Technique de Batié

#### Sport
- Sable de Batié

#### Hôpitaux
Le Centre Médical d'Arrondissement de Batié.
Hôpital EEC Batié.

### Culture

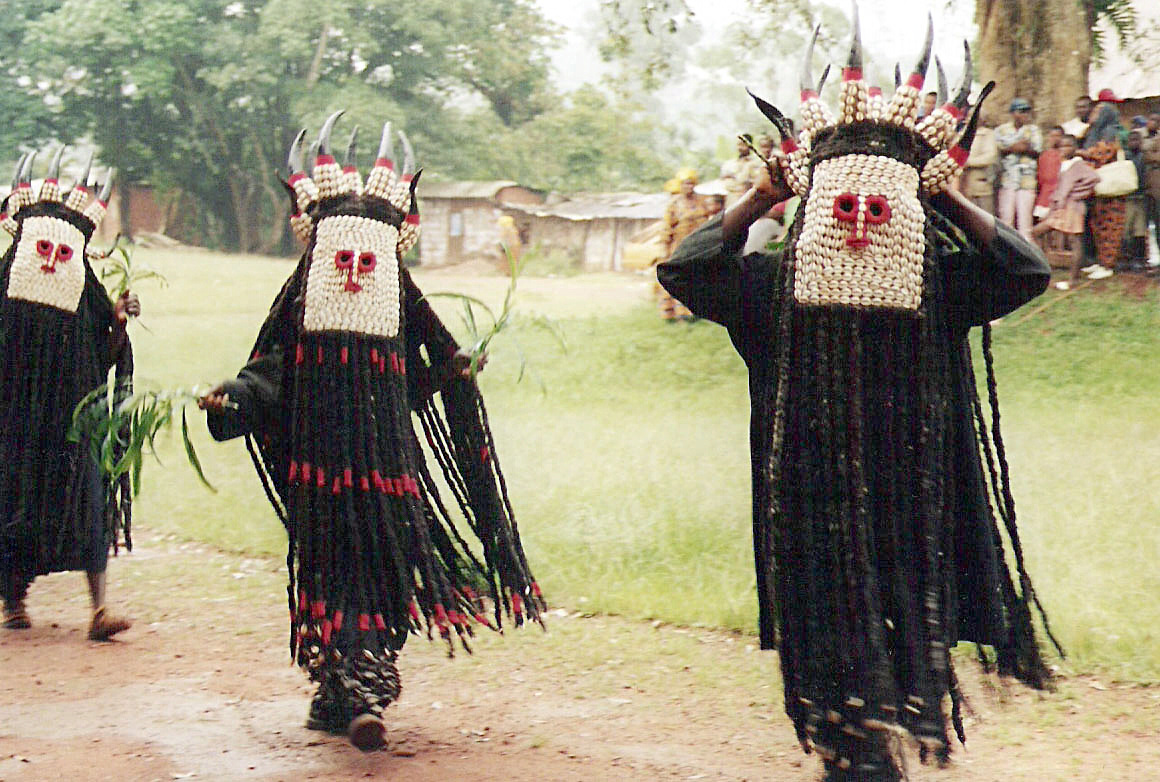
Danseurs bamiléké.
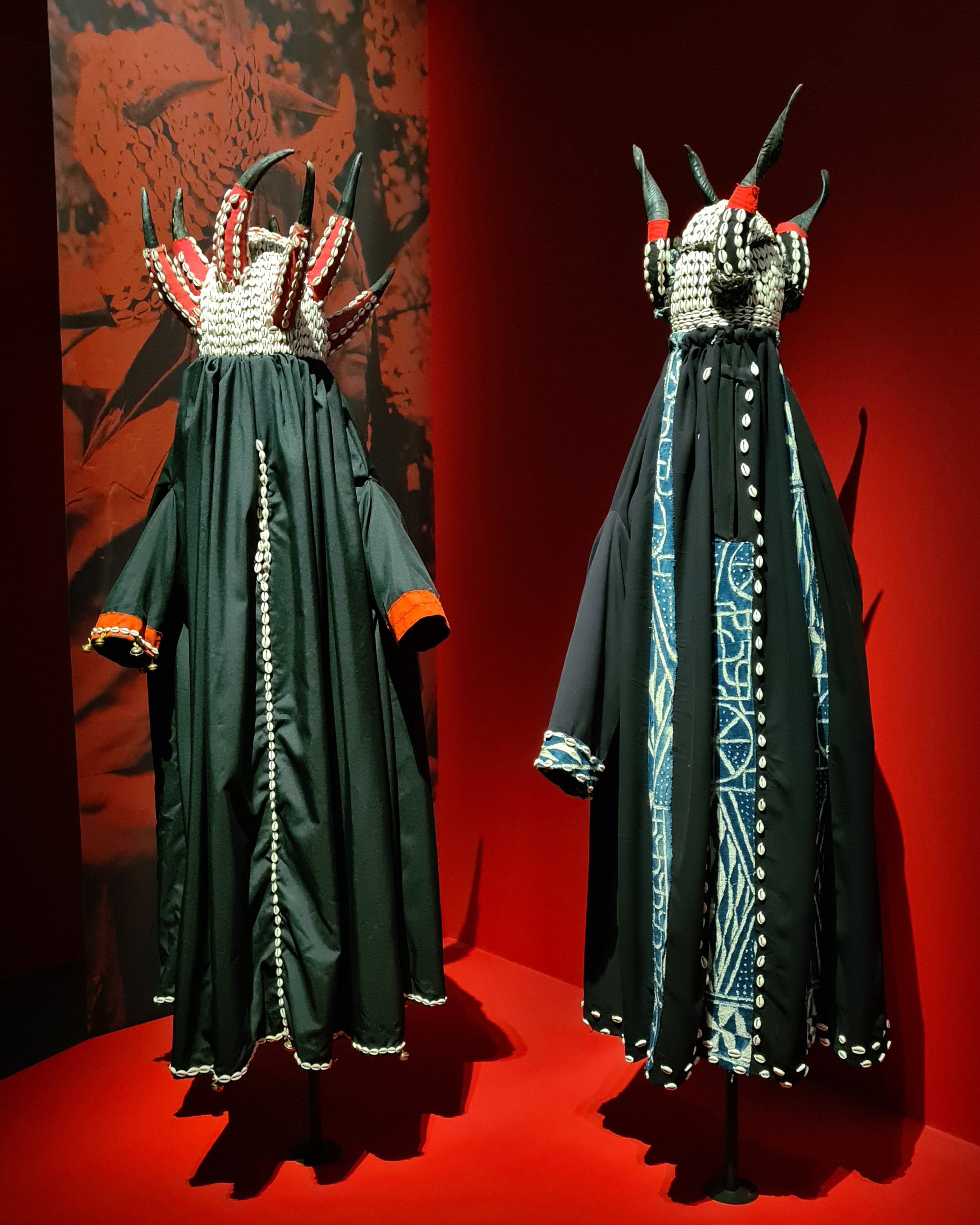
Costumes du Kemdjye.
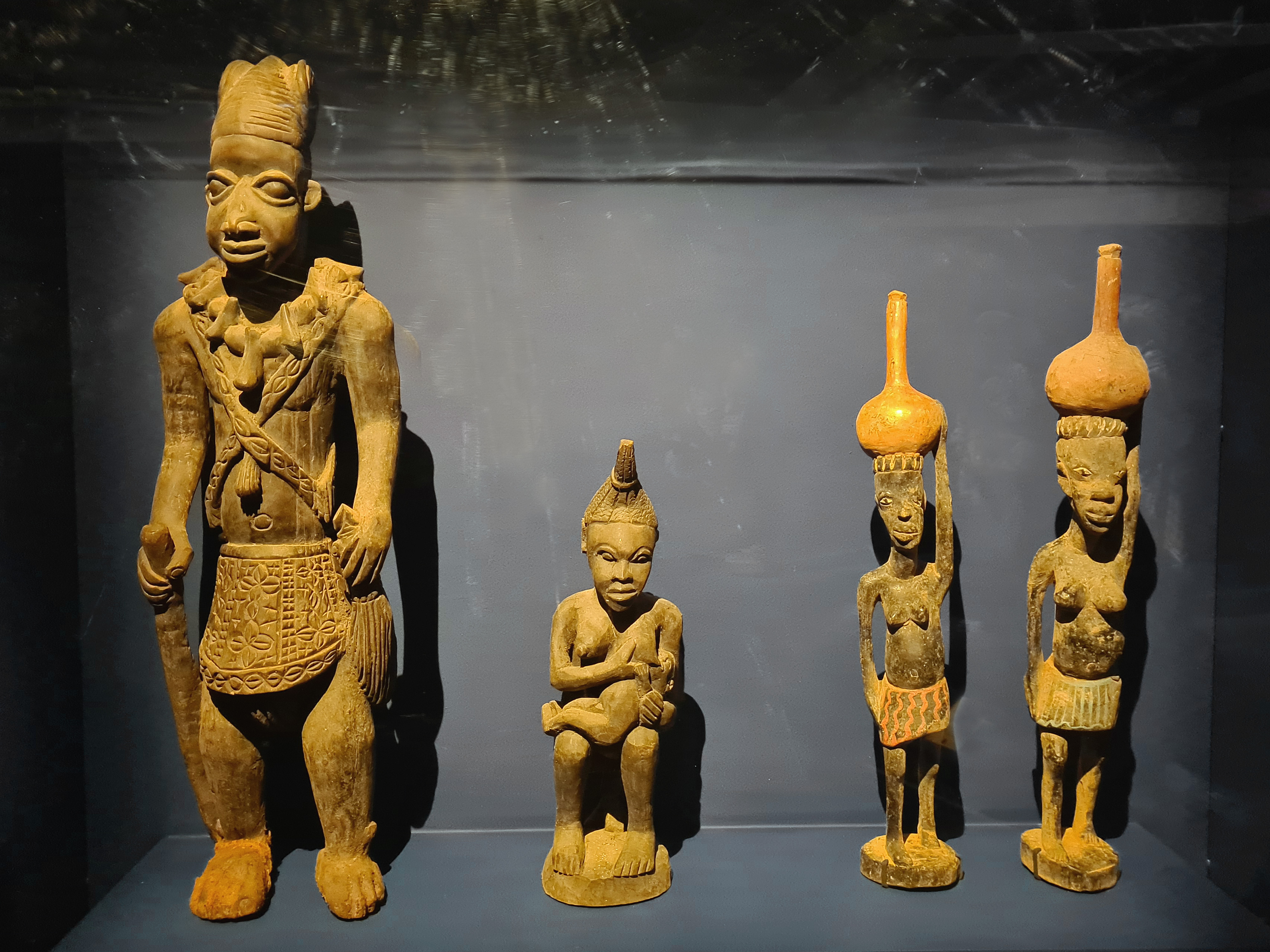
Famille sculptée.
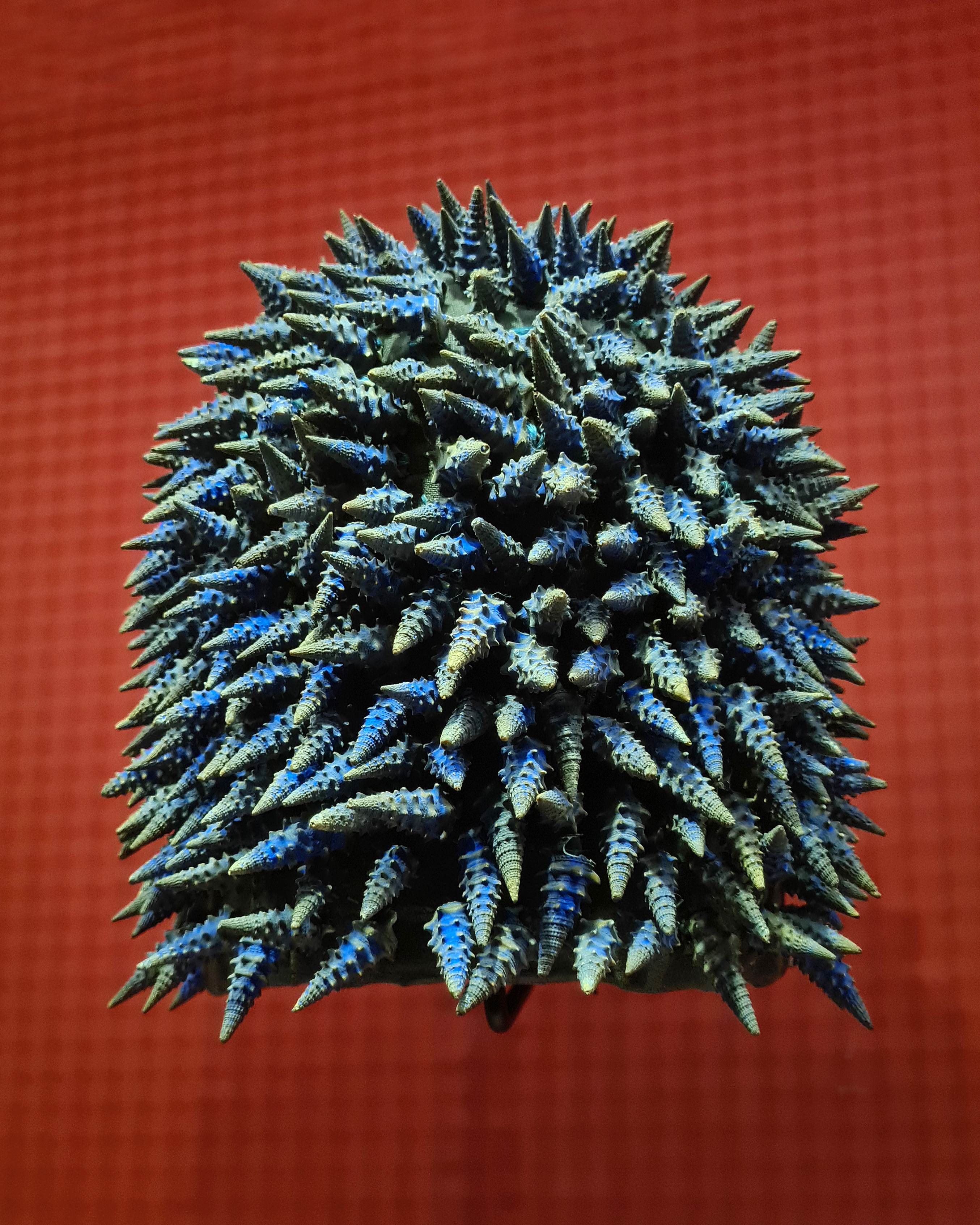
Coiffe.
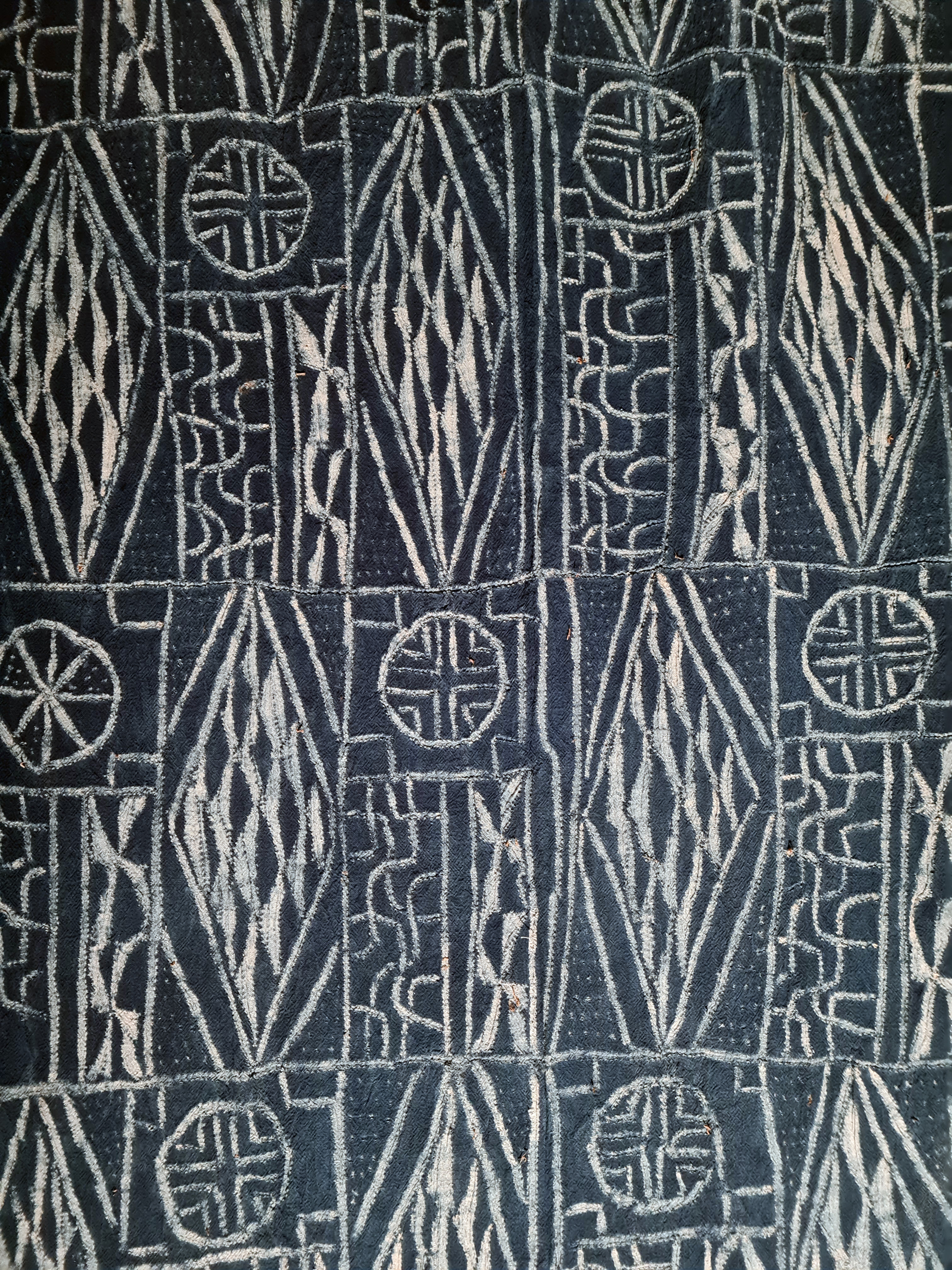
Tissu ndop.

#### Manifestations
- La danse du Nkam.
- Le Kouh Ngang

#### Lieux et monuments
- La tribune et place royale
- La place du marché

## Personnalités liées à Batié
- Pierre Ngayewang (né en 1923), né à Batié, un entrepreneur et homme politique
- Francis Ngannou (né en 1986 à Batié), un pratiquant camerounais d'arts martiaux mixtes
- Samuel Foyou, né à Batié, un homme d'affaires